# Santa Lúcia nos Jogos Pan-Americanos de 2011
O território de Santa Lúcia competiu nos jogos pan-americanos de 2011, em Guadalajara com o código de país do COI: "LCA".
Foi a quinta participação do país nos Jogos.

## Atletismo
Santa Lúcia classificou 2 atletas para as disputas do atletismo.
Masculino
| Atleta      | Evento         | Final     | Final |
| Atleta      | Evento         | Resultado | Rank  |
| ----------- | -------------- | --------- | ----- |
| Rick Valcin | Salto com vara |           |       |

Feminino
| Atleta         | Evento          | Final     | Final |
| Atleta         | Evento          | Resultado | Rank  |
| -------------- | --------------- | --------- | ----- |
| Levern Spencer | Salto em altura |           |       |

## Ciclismo
Santa Lúcia recebeu o convite para enviar até um atleta para as disputas do ciclismo.

### Ciclismo de estrada
Masculino
| Atleta       | Evento              | Time | Rank |
| ------------ | ------------------- | ---- | ---- |
| Fidel Mangal | Ciclismo de estrada |      |      |

## Natação
Santa Lúcia classificou uma atleta para as disputas da natação.
Feminino
| Atleta            | Evento               | Heats | Heats | Final | Final |
| Atleta            | Evento               | Time  | Rank  | Time  | Rank  |
| ----------------- | -------------------- | ----- | ----- | ----- | ----- |
| Danielle Beaubrun | 100 m peito feminino |       |       |       |       |

Santa Lúcia não conseguiu medalha alguma.

## Participação
| Santa Lúcia | Gold | Silver | Bronze | Total |
| Medalhas    | 0    | 0      | 0      | 0     |
| ----------- | ---- | ------ | ------ | ----- |